# Eccleston (Cheshire)
Eccleston ist ein Civil Parish und ein Dorf in der Unitary Authority of Cheshire West and Chester, in der traditionellen Grafschaft Cheshire. Es liegt nahe an der Stadt Chester. Bei der britischen Volkszählung von 2001 hatte die Gemeinde 184 Einwohner.
Das Dorf liegt innerhalb des Herrensitzes des Duke of Westminster, dessen angestammter Wohnsitz sich im in der Nähe gelegenen Eaton Hall befindet.

## Geschichte
Man geht davon aus, dass der Name der Ortschaft aus dem Lateinischen abgeleitet ist und 'Treffpunkt' bedeutet. Einst war Eccleston ein Township in der Broxton Hundred und beinhaltete auch die Weiler Belgrave und Morris Oak. Die Bevölkerungszahl belief sich 1801 auf 199, auf 289 im Jahr 1851, auf 320 im Jahr 1901 und 272 im Jahr 1951.

## Kirche
Die Pfarrkirche Ecclestons ist St. Mary’s Church. Das heute im Grade I auf der Statutory List of Buildings of Special Architectural or Historic Interest geführte Kirchengebäude wurde 1899 durch Hugh Lupus Grosvenor, 1. Duke of Westminster in Auftrag gegeben. Die Kosten für den durch den Architekten William Porden geplanten Bau beliefen sich auf £40.000. Die Kirche entstand an der Stelle eines früheren Bauwerks, das 1809 errichtet wurde. Ein Teil des Kirchhofs ist ungewöhnlich durch seine kreisrunde Form, was auf einen heidnischen Ursprung schließen lässt. Ausgrabungen brachten 1929 die Überreste von 20 Leichnamen zu Tage, die auf das Jahr 390 nach Christus datiert wurden. Dabei handelt es sich um die frühesten christlichen Bestattungen in Cheshire.
Zwei Kriegerdenkmale sind mit der Kirche assoziiert; sie erinnern an die Gefallenen der beiden Weltkriege.
Auf dem Kirchhof ist Alfred Ernest Ind VC begraben, der am 29. November 1916 starb. Ind war Offizier in der Royal Horse Artillery und wurde im Zweiten Burenkrieg am 20. Dezember 1901 am Orange River in Südafrika mit dem Victoria Cross ausgezeichnet.
Die 1878 gebaute St Mary’s School wurde von John Douglas geplant und ist noch heute als Schule in Betrieb. Sie ist im Grade II eingestuft.

## Belege
1. ↑  2001 Census: Eccleston. Office for National Statistics, abgerufen am 4. April 2010 (englisch).
2. ↑  Cheshire Towns & Parishes: Eccleston. GENUKI UK & Ireland Genealogy, abgerufen am 4. April 2010 (englisch).
3. ↑  Craig Thornber: Photographs and history of St. Mary's Church and brief information about the village. Abgerufen am 4. April 2010 (englisch).
4. ↑  Location of Alfred Earnest Ind's grave and VC medal. (Cheshire). Archiviert vom Original am 27. September 2013; abgerufen am 4. April 2010 (englisch).